# Enicospilus alvaroi
Enicospilus alvaroi là một loài tò vò trong họ Ichneumonidae.